# Памятник Максимилиану фон Шенкендорфу
Памятник Максимилиану фон Шенкендорфу в родном городе поэта Советске, бывшем Тильзите. Находился на улице Дружбы. До наших дней сохранилось основание пьедестала, на котором с 1967 года стоит памятник Ленину.

## История
В 1890 году в Тильзите на площади, носящей имя поэта, на пожертвования горожан был установлен бронзовый памятник «сыну города» Максимилиану фон Шенкендорфу работы тильзитского скульптора Мартина Энгельке.

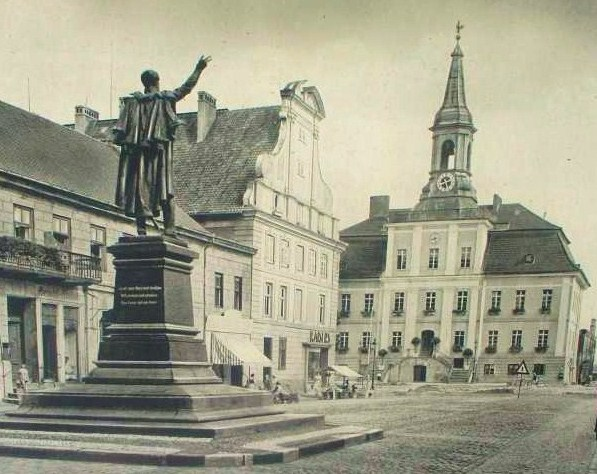
Памятник Шенкендорфу на рыночной площади перед ратушей Тильзита

Памятник изображал поэта в форме офицера с непокрытой головой, воздевающим правую руку к небу, держа её как бы в присяге кайзеру и Отечеству. В левой руке поэт держал книгу со своими стихами. Бронзовая фигура высотой в 2,8 метра возвышалась на постаменте из розового гранита.
Под памятником была заложена капсула с грамотой, подписанная императором кайзером Вильгельмом II. В октябре 1944 году, в связи с приближением Красной Армии, памятник был демонтирован и увезен в неизвестном направлении, ныне утрачен. Последний раз его видели в Браунсберге (на территории Польши) на железнодорожной платформе. Поиски памятника или его следов пока результатов не дали. Однако пьедестал памятника стоял до середине 1960-х годов, текст надписи на нем был сбит..
В середине 1970-х годов на месте, где стоял памятник, рабочие целлюлозно-бумажного завода города Советска нашли металлическую коробочку. Первоначальная надежда о кладе с золотом не подтвердилась — в коробочке находился томик стихов Максимилиана фон Шенкендорфа и рекламный плакат об открытии памятника.